# Stadionul Rapid – Giulești
Das Stadionul Rapid – Giulești ist ein Fußballstadion im Stadtteil Giulești der rumänischen Hauptstadt Bukarest. Es wurde auf dem Baugrund des 1939 eröffneten Stadionul Giulești – Valentin Stănescu erbaut und ist die neue Heimspielstätte des Fußballvereins Rapid Bukarest. Zunächst sollte die Spielstätte den Namen Rapid Arena tragen. Am 16. April 2021 veröffentlichte Rapid den zukünftigen Namen Stadionul Rapid – Giulești.

## Geschichte
2015 wurde ein Entwurf für einen Neubau mit 18.000 Plätzen vorgelegt. Das Design lehnte sich eng an die 2014 eröffnete Baryssau-Arena im belarussischen Baryssau an. Im April 2018 wurde der Bau der Spielstätte von der rumänischen Regierung genehmigt. Der neue, einfachere Entwurf war auf rund 14.000 Plätze ausgelegt. Am 1. November 2018 unterzeichnete die Compania Nationala de Investitii (CNI) einen Vertrag mit dem Joint Venture der Bauunternehmen Constructii Erbasu, Concelex und Terra Gaz Construct über den Bau eines neuen Stadion anstelle des Stadionul Giulești. Dieser war als eine der Trainingsstätten der Fußball-Europameisterschaft 2021 in Bukarest vorgesehen. Vom 11. Februar bis zum 7. Mai 2019 wurde das Stadionul Giulești – Valentin Stănescu abgerissen.
Anfang Oktober 2019 wurde bekannt, dass sich die Kosten für den Bau deutlich erhöht hatten. Die anfängliche Summe von 25.984.854 Euro (etwa 121 Mio. RON) steigerte sich auf 39.499.366 Euro (rund 187 Mio. RON). Die neue Fußballarena sollte den Namen Rapid Arena tragen. Im Gegenzug sollten Teile des Stadiongeländes, wie die Tribünen oder Spielfelder, nach den Rapid-Persönlichkeiten Dan Coe (nördliches Spielfeld), Tache Macri (südliches Spielfeld), Alexandru Neagu (Tribüne II), Nicolae Manea (V.I.P.-Tribüne) und dem früheren Namensgeber Valentin Stănescu (Tribüne I) benannt werden. Für die Logen waren die Namen Ion Costea, Iuliu Baratky, Gheorghe Dungu, Ion Bogdan, Vintilă Cossini, Necula Răducanu, Dumitru Macri, Bazil Marian, Ion Motroc, Ștefan Filotti, Vasile Copil, Ilie Greavu, Constantin Năsturescu, Emil Dumitriu, Ion Pop, Teofil Codreanu, Nicolae Lupescu, Constantin Jamaischi und Ion Ionescu vorgesehen.
Die Sportstätte erfüllt die Anforderungen der UEFA-Stadionkategorie 4 und bietet 14.050 Sitzplätze. Dazu gehören insgesamt 250 Plätze für Rollstuhlfahrer und deren Begleiter. Die gesamte Hybridrasenfläche im Innenraum misst 120 m × 80 m (Fußball: 105 m × 70 m). Sie ist mit Rasenheizung sowie einer Bewässerungsanlage und einer Drainage zur Entwässerung ausgestattet. Neben dem Fußball sind auch Rugbyspiele in der Rapid Arena geplant. Der Neubau bietet Anlagen für verschiedene Sportarten wie Gewichtheben, Boxen, Ringen, Judo, Karate, Tennis, Volleyball, Basketball und Leichtathletik sowie ein Fitnessstudio und eine Kegelbahn. Des Weiteren gibt es Geschäfte, Restaurants, ein Museum, Spielerunterkünfte, einen Catering-Bereich und Büroräume. Die Rapid Arena sollte ursprünglich im November 2020 eröffnet werden.
Mitte September 2021 gab Vereinspräsident Daniel Niculae an, dass das Stadion frühestens im Februar 2022 eingeweiht werden könne. Am 4. Januar 2022 wurde das fertiggestellte Fußballstadion übergeben. Am 26. März wurde es schließlich mit einem All-Star-Game zwischen Rapid und Poli Timișoara eingeweiht. Der Bau kostete 185 Mio. RON (37,5 Mio. Euro). Dies sind 60 Mio. RON mehr als ursprünglich geplant.